# Blaženka
Za žensko osebo s svetniškim nazivom »blaženka« glej Blaženec.
Blaženka je žensko osebno ime.

## Izvor imena
Ime Blaženka je različica ženskega osebnega imena Blažka.

## Pogostost imena
Po podatkih Statističnega urada Republike Slovenije je bilo na dan 31. decembra 2007 v Sloveniji število ženskih oseb z imenom Blaženka : 227.

## Osebni praznik
Osebe z imenom Blaženka godujejo takrat kot osebe z imenom Beata, to je 8. marca in 29. marca ali Beatrika 29. julija.